# Engin Benli
Engin Akyürek (ur. 23 stycznia 1970 w Izmirze) – turecki aktor teatralny, telewizyjny i filmowy.

## Życiorys
Urodził się w Izmirze. Po ukończeniu szkoły podstawowej i gimnazjum, naukę kontynuował w technikum mecanicznym. W wieku 18 lat dostał się na Ankara Üniversitesi Dil ve Tarih-Coğrafya Fakültesi. W 1995 roku ukończył studia na wydziale aktorskim Devlet Konservatuvarında przy Uniwersytecie Anadolu w Eskişehirze. Występował na scenie Ankara Devlet Tiyatrosu w Ankarze. Następnie, w latach 1995-97 pracował jako stażysta w Bursa Devlet Tiyatrosu w Bursie. W 1997 roku występował w teatrze İzmit Şehir Tiyatrosu. Ponadto grał w filmach i serialach telewizyjnych.
Poślubił Çiğdem Sauhan, z którą ma Rüzgara.

## Wybrana filmografia

### Filmy fabularne
- 2007: Polis jako Volkan Selanikli
- 2011: Bosporus jako Ilker
- 2015: Ostatni list (Son Mektup) jako doktor Fuat Binbaşı
- 2016: Yağmurda Yıkansam jako Yılmaz

### Seriale TV
- 2008: Gazi
- 2010-2013: Kanıt jako Başkomiser Orhan Özdemir
- 2011: Kırık Midyeler jako Cevat
- 2015: Poyraz Karayel jako Zafer Biryol
- 2016: Göç Zamanı jako Artem
- 2016: Wspaniałe stulecie: Sułtanka Kösem (Muhteşem Yüzyıl Kösem) jako Sinan Paşa